# Személyiség-lélektan
A személyiség-lélektan a személyiség felépítésével, működésével, fejlődésével foglalkozik, azzal, hogy mi alapján tehetünk különbséget az egyes emberek között, milyen típusokba sorolhatjuk őket, milyen tulajdonságokkal rendelkeznek.
A személyiségelméleteket több nagy csoportba sorolhatjuk:
- Típustanok
- Vonáselméletek
- Behaviorista elméletek
- Kognitív személyiségelméletek
- Pszichoanalitikus elméletek (más néven mélylélektani vagy dinamikus elméletek)
- Holisztikus-organizmikus elméletek
- Humanisztikus elméletek
- Egzisztenciálpszichológiai elméletek